# Нотр-Дам-де-ла-Гард

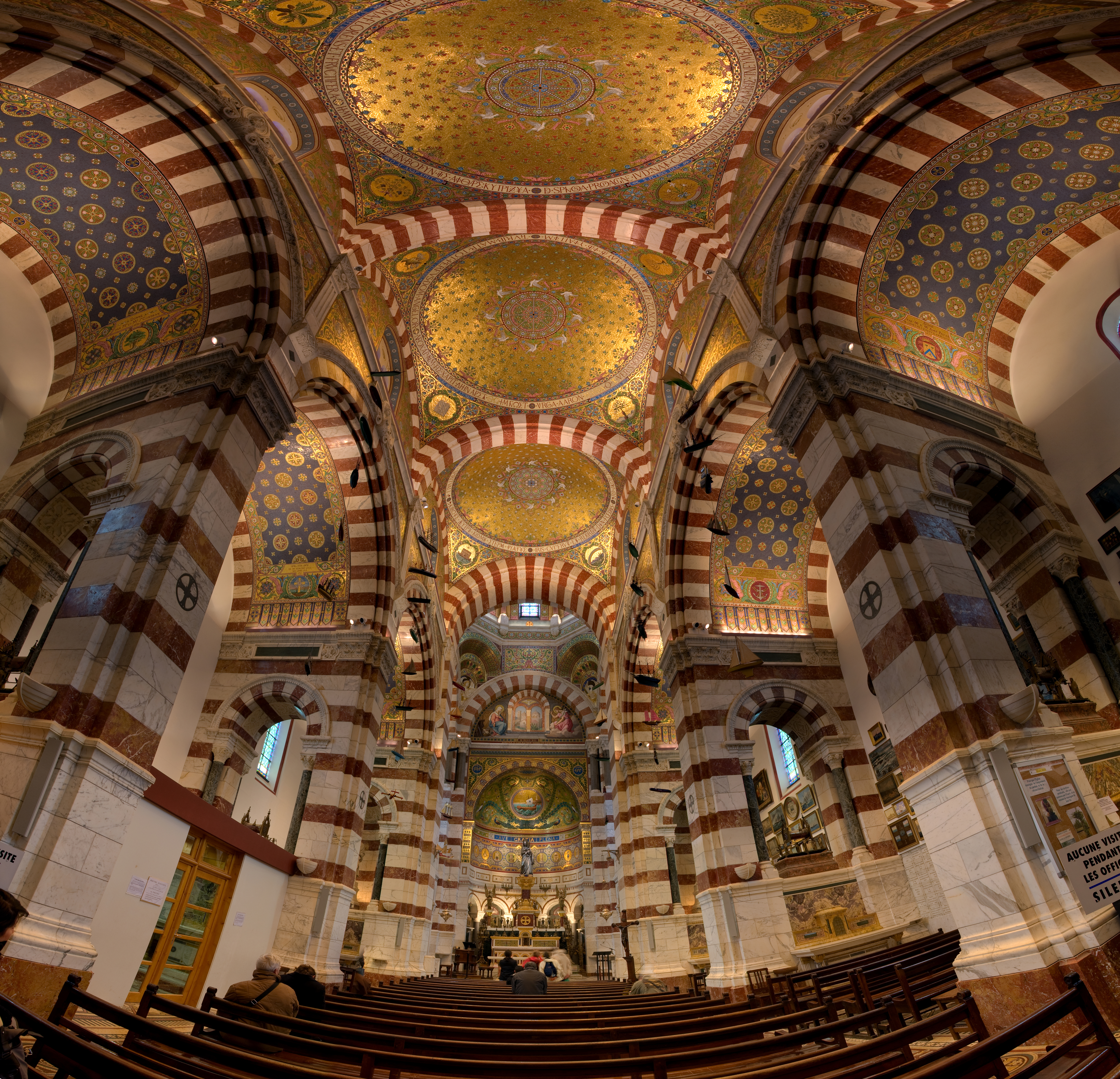

Нотр-Дам-де-ла-Гард (фр. La basilique Notre-Dame de la Garde, окс. La basilique Nòstra Dòna de la Gàrdia — Базилика Богоматери Охранительницы) — базилика в Марселе. Местные жители называют собор La Bonne Mère (Добрая Мать), считая Деву Марию охранительницей города.
Собор был построен в 1853-1864 годах в неовизантийском стиле по проекту архитектора Анри-Жака Эсперандье. Здание построено на фундаменте древней крепости на самой высокой точке города, известняковой возвышенности. Это делает собор одной из самых заметных достопримечательностей Марселя. 5 июня 1864 года базилика была освящена. До этого Нотр-Дам-де-ла-Гард называлась небольшая капелла, построенная в 1214 году и перестроенная в 1536 году в церковь.
Склеп базилики вырезан из скалы и выполнен в романском стиле, верхний храм имеет неовизантийские черты, украшен мозаикой. Над квадратной в сечении башней высотой 41 м построена колокольня высотой 12,5 м, на которой установлена позолоченная статуя Девы Марии с Младенцем высотой 11 м.
В 2001-2008 годах в базилике была проведена реконструкция. Ныне это самое посещаемое туристами место Марселя.